# 東魯米利亞
东鲁米利亚位於歐洲巴爾幹山脈南部，原是鄂圖曼帝国从1878年到1885年的一个省，名义上直到1908年。它的首都是普罗夫迪夫。东鲁米利亚全境位于今保加利亚南部。

## 名称

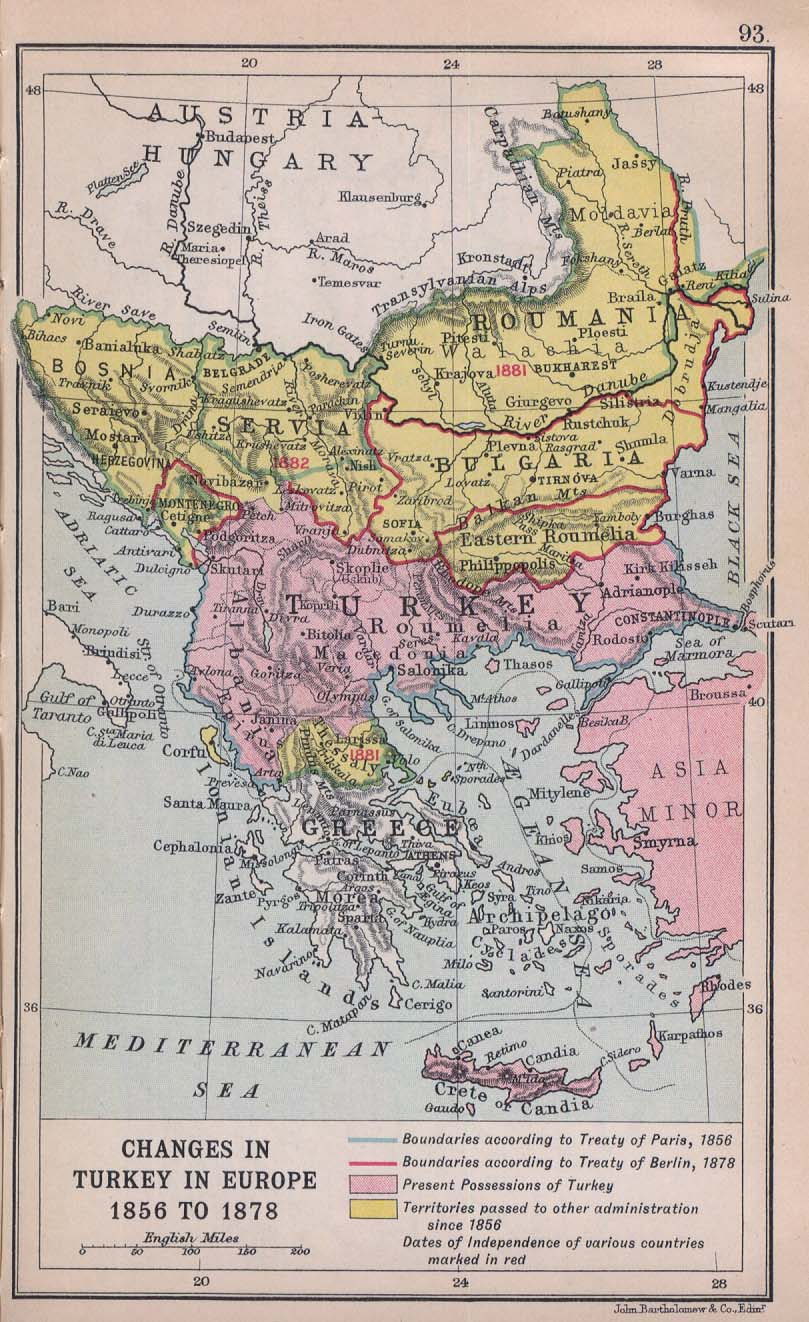
东鲁米利亚及其周边地区。来源：Literary and Historical Atlas of Europe, by J.G. Bartholomew, 1912

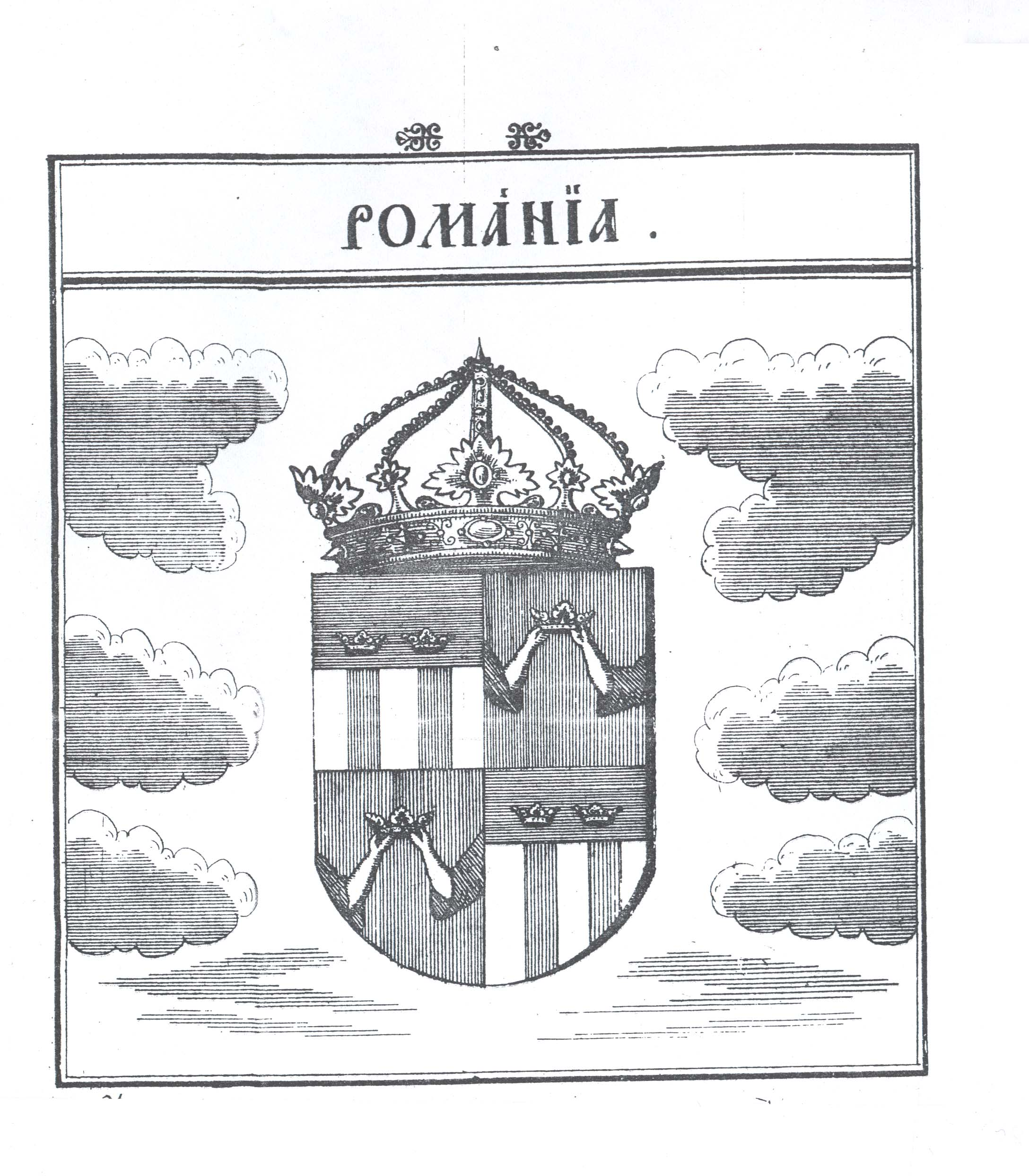
东鲁米利亚于1741年开始采用的军徽。

鲁米利亚与东鲁米利亚不同。前者的意思是“罗马的土地”，原本指东罗马帝国（亦即拜占庭帝国），后来在15世纪指为鄂圖曼帝国控制的巴尔干半岛地区。鲁米利亚也尤其指保加利亚以南、摩里亚半岛（今希腊南部）以北及阿尔巴尼亚以东的地区。从这角度看，今保加利亚南部的地域也自然可称为“东鲁米利亚”了。

## 历史
根据1878年柏林条约，鄂圖曼帝国设立东鲁米利亚作为自治省。东鲁米利亚的领土在巴尔干山脉、洛多皮山脉及斯特兰德沙山脉之间，也就是保加利亚人、希腊族及鄂圖曼土耳其人熟悉的北色雷斯。“东鲁米利亚”是柏林会议上英国代表支持使用的新创建名字。二十个洛多皮山脉的保加利亚裔穆斯林（Pomaks；泊马克；以保加利亚语为母语的穆斯林）村庄拒绝确认东鲁米利亚，并成立了“塔姆拉什共和國” (Republic of Tamrash)。
根据柏林条约，鄂圖曼帝国仍然对东鲁米利亚拥有军政管辖权，但赋予它高度行政自治权（第十三条款）。该省的總督是由最高樸特所任命的基督教徒來擔任，并经过欧洲列强的同意。
1886年，為保加利亞所併。

## 总督
首任总督是希腊化的保加利亚裔贵族亚历山大·波格利迪（Alexander Bogoridi；土耳其名字是Aleko Pasha）（1879年－1884年），为保加利亚人与希腊人所接受。第二任总督是著名保加利亚历史学家伽弗里路·克里斯特维基 (Gavril Krstevic)（1884年－1885年）。

## 保加利亚统一
1885年9月6日，保加利亚统一之革命爆发。保加利亚公国（已于1878年独立）兼并了东鲁米利亚，引起了塞保战争（1885－86年），并以保加利亚的胜利结束。1886年3月24日，鄂圖曼帝国的高门以托普哈内议定书 (Tophane Act) 承认维持战争前的现状。苏丹阿卜杜勒·哈米德二世任命保加利亚王子亚历山大一世（但没有提及这位他的名字—属于巴腾堡家族的亚历山大·约瑟夫；Alexander Joseph of Battenburg）为东鲁米利亚的总督。泊马克共和国再度被并入鄂圖曼帝国。
东鲁米利亚虽然在实际上已经与保加利亚合并，但名義上依舊屬於鄂圖曼，直到1908年9月22日保加利亚成为完全独立的王国为止。
9月6日是保加利亚与东鲁米利亚的统一日，也是保加利亚的國慶日。

## 邮票
东鲁米利亚从1880年开始发行的邮票。首批邮票以鄂圖曼邮票加蓋"R.O."或"ROUMELIE / ORIENTALE"（東魯米利亞）字樣。这些加蓋郵票被广泛盗印。
1881年與1884年的郵票設計以土耳其語（阿拉伯字母）、法語（拉丁字母）、希臘語（希臘字母）與保加利亞語（西里爾字母）標示該省份的名稱。

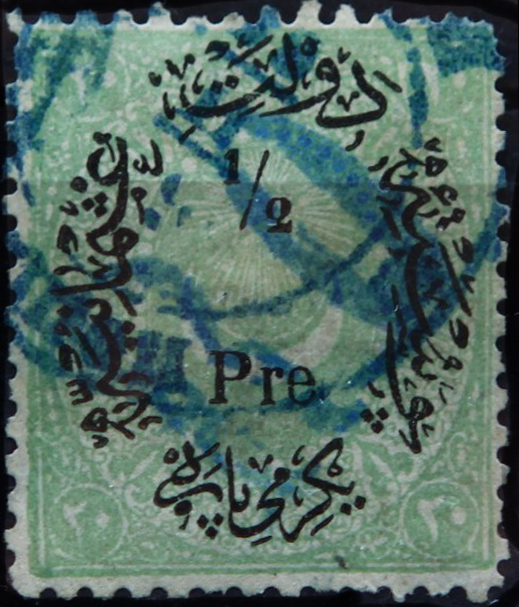
鄂圖曼邮票加蓋 "R.O." 字樣
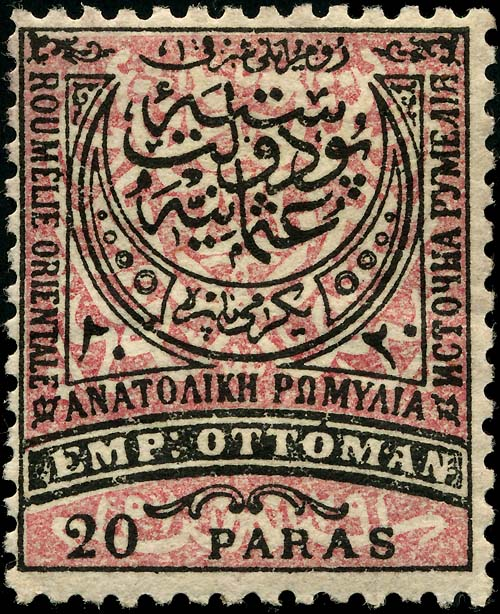
1881年邮票
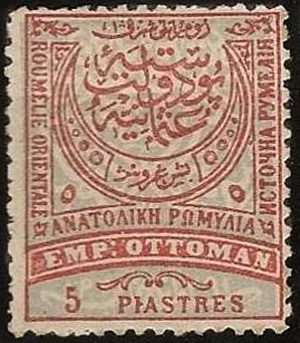
1884年郵票

1885年9月10日，东鲁米利亚邮票被加蓋两款不同的“保加利亚狮子”圖案，及保加利亚语“保加利亚邮政”之字样。这一批邮票较为罕见，价值$6 至 $200 美元，而且有大量盗印出现。1886年开始，该省改用保加利亚邮票。

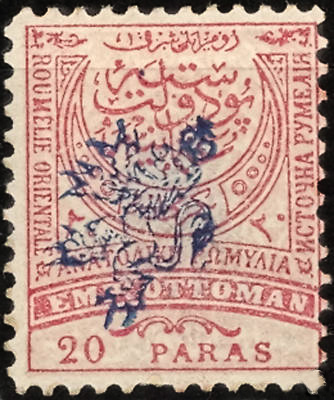
1885年加蓋“保加利亚狮子”圖案的郵票
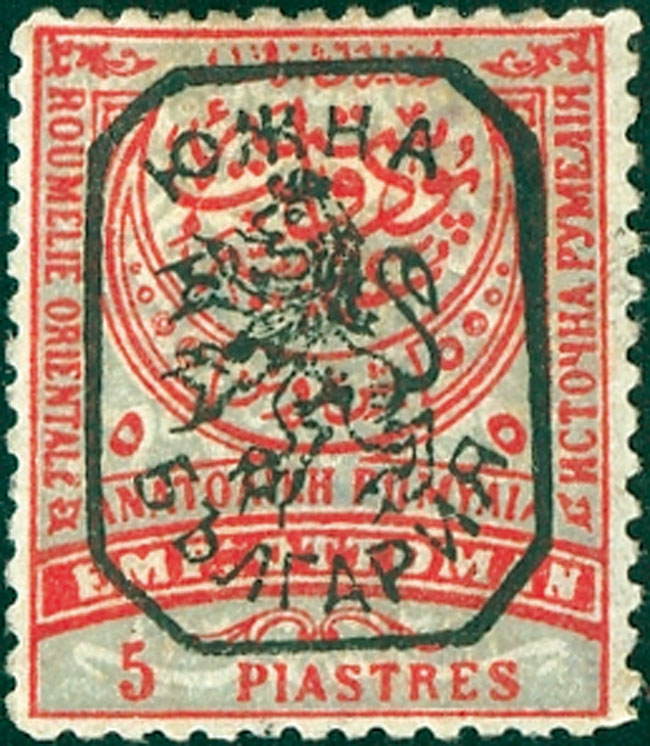
1885年加蓋“保加利亚狮子”圖案的郵票

## 参看
- 圣斯特凡诺条约